# Liste der Stolpersteine in der Verbandsgemeinde Wissen

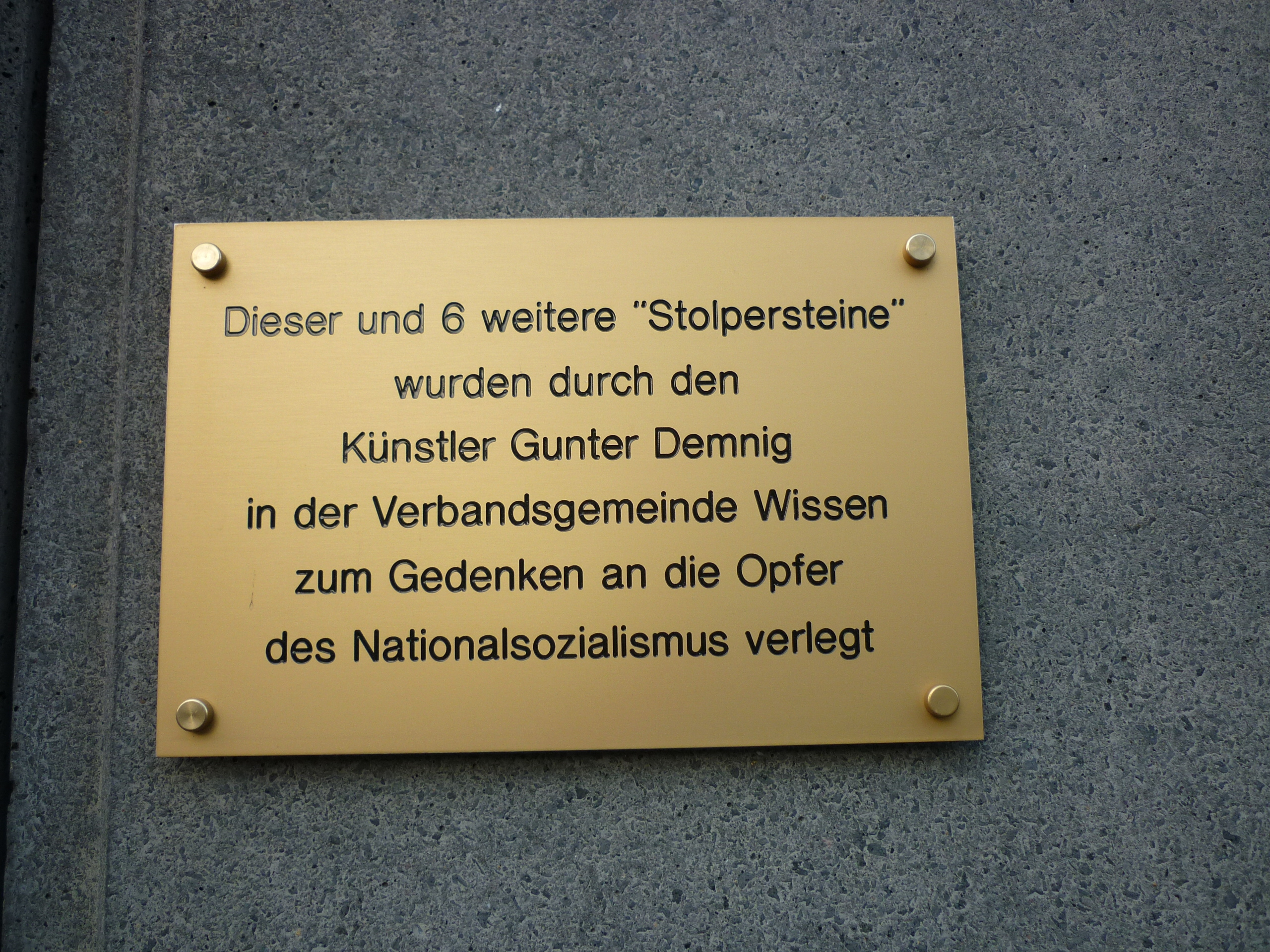
Gedenktafel an der Wand des Regiobahnhofes Wissen Rathausstraße

In der Liste der Stolpersteine in der Verbandsgemeinde Wissen werden die in Wissen und Katzwinkel vorhandenen Stolpersteine aufgeführt, die im Rahmen des Projekts Stolpersteine des Künstlers Gunter Demnig verlegt wurden.
Der erste Stein wurde im Rahmen eines Schulprojektes auf Initiative des Lehrers Ralf Adams auf dem Schulhof des Kopernikus Gymnasiums Wissen am 17. Dezember 2005 verlegt.
Der Haupt- und Finanzausschuss der Verbandsgemeinde Wissen beschloss am 24. April 2008 Gunter Demnig für die Verlegung von weiteren Stolpersteinen in der Verbandsgemeinde zu beauftragen. Nach über zwei Jahren, in denen intensiv nach den in Frage kommenden Opfern recherchiert wurde, wurde die Verlegung von sechs Stolpersteinen in Wissen und Katzwinkel am 28. Januar 2011 realisiert. Anlässlich dieser Verlegung wurde zudem an der Wand des Regiobahnhofes Wissen eine Gedenktafel angebracht.
Die Verlegestellen befinden sich in Wissen in der Maarstraße, Rathausstraße (Bereich Regiobahnhof) und dem Felsenweg. Außerdem fand in Katzwinkel in der Knappenstraße (Ecke Dr. Alfred-Reichmann-Straße) die Verlegung eines Steines statt.

## Übersicht
| Adresse                                                  | Name                 | Inschrift | Verlegedatum      | Bild | Anmerkung |
| -------------------------------------------------------- | -------------------- | --- | ----------------- | ---- | --- |
| Wissen, Felsenweg ·                                      | Hermann Kubalski     | Hier wohnte Hermann Kubalski Jg. 1892 Zeuge Jehovas verhaftet 31.8.1936 Zuchthaus Koblenz 1938 Buchenwald befreit/überlebt | 28. Januar 2011   |      | Hermann Kubalski wurde in Grondzaw im heutigen Polen geboren. Bald lebte er als Schlosser in Wissen/Sieg. Als ein Anhänger der Zeugen Jehovas, der friedlichen Widerstand gegen das diktatorische Regime leistete, wurde er 1945 aus dem Konzentrationslager Buchenwald befreit. |
| Wissen, Maarstraße ·                                     | Ernst Bär            | Hier wohnte Ernst Bär Jg. 1900 Flucht 1938 USA ???                                                                         | 28. Januar 2011   |      | Familie Bär, die bis 1938 in der Maarstraße wohnte, konnte rechtzeitig in die USA flüchten; über ihren weiteren Lebensweg ist wenig bekannt. |
| Wissen, Maarstraße ·                                     | Johanna A.L. Bär     | Hier wohnte Johanna A.L.Bär geb. Bernstein Jg. 1908 Flucht 1938 USA ???                                                    | 28. Januar 2011   |      | Familie Bär, die bis 1938 in der Maarstraße wohnte, konnte rechtzeitig in die USA flüchten; über ihren weiteren Lebensweg ist wenig bekannt. |
| Wissen, Maarstraße ·                                     | Heinz Bär            | Hier wohnte Heinz Bär Jg. 1930 Flucht 1938 USA ???                                                                         | 28. Januar 2011   |      | Familie Bär, die bis 1938 in der Maarstraße wohnte, konnte rechtzeitig in die USA flüchten; über ihren weiteren Lebensweg ist wenig bekannt. |
| Wissen, Rathausstraße 33 ·                               | Liebmann Hony        | Rathausstrasse 33 wohnte Liebmann Hony Jg. 1862 deportiert 1942 Theresienstadt ermordet 7.3.1943                           | 28. Januar 2011   |      | Liebmann Hony, geboren am 2. Juni 1862 in Wissen und dort als Geschäftsmann tätig, gehörte der Repräsentanz der jüdischen Gemeinde Hamm an. Laut Todesfallanzeige des KZ Theresienstadt (Terezín) wurde er am 7. März 1943 ermordet. Der heutige Eigentümer des Grundstücks Rathausstraße 33, zu dem auch der Bürgersteig gehört, war gegen die Verlegung eines Gedenksteins in diesem Bereich. So musste Künstler Demnig auf die gegenüberliegende Seite und somit zum Regiobahnhof ausweichen. Aufgrund von Bauarbeiten in der unteren Rathausstraße wurde der Stein von der Stadt entfernt und in Verwahrung genommen. |
| Katzwinkel, Knappenstraße ·                              | Dr. Alfred Reichmann | Hier wohnte Dr. Alfred Reichmann Jg. 1897 deportiert 1944 ermordet 1944 in Auschwitz                                       | 28. Januar 2011   |      | Der jüdische Arzt Dr. Alfred Reichmann aus Katzwinkel erhielt 1938 ein endgültiges Berufsverbot, wurde nach Theresienstadt deportiert, wo er vermutlich 1944/45 ums Leben kam. |
| Wissen, · Pirzenthaler Straße 43, · Schulhof Gymnasium · | Artur Seligmann      | Im Alten Gymnasium lernte Artur Seligmann Jg. 1920 deportiert 1941 tot in Riga                                             | 17. Dezember 2005 |      | Artur Seligmann, geboren am 19. Mai 1920, Sohn des Kaufmanns Seligmann aus Rosbach, war Schüler des Alten Gymnasiums Wissen und musste die Schule 1935 verlassen. Er wurde 1941 deportiert und starb 1944 in Riga. Für Art(h)ur Seligmann wurde in der Gemeinde Windeck, Kirchstraße 4 ein weiterer Gedenkstein verlegt. |